# Étienne Green
Pour les articles homonymes, voir Green.
Étienne Green, né le 19 juillet 2000 à Colchester (Essex), est un footballeur franco-anglais. Il joue actuellement au poste de gardien de but au Burnley FC.
Formé à l'ASSE depuis ses 9 ans, il se fait notamment remarquer en stoppant un penalty et en gardant sa cage inviolée lors du tout premier match de sa carrière professionnelle avec les Verts. Il reçoit à cette occasion des compliments de nombreux observateurs, et fait beaucoup parler de lui en raison de ses prénom et nom qui l'ont comme prédestiné à porter le maillot de l'ASSE.
Il devient rapidement titulaire, avant qu'une blessure lui fasse perdre temporairement ce statut au profit de Paul Bernardoni lors de la deuxième moitié de saison 2021-2022. Il retrouve sa place dans les buts des Verts en 2022-2023, en Ligue 2 cette fois-ci, avant de la reperdre quelques mois plus tard.

## Biographie

### Enfance à Veauche (2004-2009)
Né en Angleterre d'un père anglais, Richard, et d'une mère française, Marlène, Étienne reçoit son prénom en hommage à la ville de Saint-Étienne, à laquelle ses parents sont attachés,.
En 2004, alors qu'Étienne est âgé de 4 ans, sa famille vient s'installer en France et élit résidence à Veauche, à 19 km de Saint-Étienne. De façon assez amusante, ses parents choisissent l'ancienne maison des parents de Dylan Chambost, lui aussi formé et passé professionnel à l'ASSE.
Il pratique le football à l’Étoile Sportive de Veauche de 2006 à 2009, c'est là qu'il se prend d'affection pour le poste de gardien. Ses anciens coéquipiers de l'époque le décrivent comme un gardien très performant.

### Formation à Saint-Étienne (2009-2020)
En 2009, Green intègre le centre de formation de l'AS Saint-Étienne en même temps que son ami et coéquipier de l'ES Veauche, Baptiste Gabard. Ses années de formation sont marquées par une très forte concurrence au poste de portier, ce qui limite son temps de jeu et ne lui permet pas de démontrer toute l'étendue de son potentiel.
Il ne fait, par exemple, pas partie de l'équipe qui remporte la Coupe Gambardella en 2019, les buts étant gardés par Stefan Bajic.
Son intégration chez les Verts se passe malgré tout à merveille, son ancien coéquipier Jordan Halaïmia décrivant Green comme « ce coéquipier qui s’entend avec tout le monde, qui ne se plaint pas, le genre de mec dont on a besoin dans une équipe ».

### Professionnel avec les Verts (2020-2024)

#### 2020-2021: premiers pas en pro
Green signe son premier contrat professionnel avec les Verts le 5 juin 2020, en même temps que son jeune coéquipier Lucas Gourna-Douath. Il doit attendre le 31 janvier 2021 pour faire sa première apparition dans le groupe professionnel, il prend alors place sur le banc lors de la victoire 1-0 des Verts à Nice.
Ses grands débuts professionnels ont lieu à Nîmes, le 4 avril 2021, et font suite à un incroyable concours de circonstances : Étienne Green est quatrième dans la hiérarchie des gardiens en début de saison mais le départ de Stéphane Ruffier (titulaire habituel) conjugué aux blessures de Jessy Moulin (remplaçant) et Stefan Bajic (troisième gardien) vont lui offrir une place de titulaire pour ce match,. Un match qui se déroule parfaitement pour le jeune gardien puisque son équipe s'impose 2 buts à 0 et qu'il va même arrêter un penalty de Renaud Ripart en fin de rencontre. La belle prestation d’Étienne lui vaut d’apparaître dans l'équipe-type de la journée du quotidien L'Équipe avec une note de 8/10 (très bon match). Les débuts d’Étienne Green attirent l'attention de nombreux médias en raison de ses prénom et nom qui l'ont comme prédestiné à porter le maillot vert,.
Green est reconduit comme titulaire les week-ends suivants, il réalise entre autres un très bon match face au PSG, malgré la défaite 3-2 des siens, et reçoit tout au long de la rencontre de nombreux compliments de la part de Mickaël Landreau, commentateur du match et ancien gardien de but.
Le 21 avril, soit quelques jours plus tard, son contrat avec l'ASSE est prolongé de 3 ans.

#### 2022: titulaire puis en concurrence
Green est conforté dans le rôle de titulaire par son entraîneur Claude Puel pour la saison 2021-2022. Une saison qui débute plutôt bien pour lui, puisqu'il est élu "joueur du mois d'août" par les supporters de l'ASSE avec 74% des voix.
Le 22 septembre 2021, alors que les Verts se déplacent à Monaco pour le compte de la 7ème journée de Ligue 1, Green reçoit le premier carton rouge de sa carrière professionnelle. Ses coéquipiers s'inclinent 3-1 et il écope d'une suspension de 2 matches, dont un avec sursis. Claude Puel déclare en conférence de presse qu'il n'a rien à lui reprocher, puisqu'il « se sacrifie » pour rattraper « une faute de relance ».
Il purge sa suspension lors de la rencontre face à l'OGC Nice, et effectue son retour lors du Derby face à Lyon le 3 octobre 2021. À cette occasion, il réalise 4 arrêts et 2 sorties au pieds déterminants qui permettent à son équipe d'obtenir le match nul 1-1 après avoir été menée. Il est de nouveau élu homme du match par les supporters stéphanois.
Le match suivant lui réussit nettement moins. En effet, alors que l'ASSE se déplace à Strasbourg lors de la dixième journée de Ligue 1, il est victime d'un coup de genou involontaire derrière la tête de la part son coéquipier Timothée Kolodziejczak, sur l'action du but contre son camp de Zaydou Youssouf (2-0 pour Strasbourg à ce moment-là). Il est remplacé par Stefan Bajic dans le cadre du "protocole commotion", le changement n'est donc pas comptabilisé et, de ce fait, les Verts réalisent 6 remplacements au total, une première en Ligue 1. La rencontre se termine par un succès 5-1 de Strasbourg. Étant donné que le protocole prévoit huit jours sans contact après le choc, Green est contraint de manquer la réception d'Angers le 21 octobre et doit attendre le 25 pour reprendre l'entrainement collectif, même s'il se sent très bien.
Malgré de bonnes performances, le portier stéphanois est victime d'une blessure qui l'éloigne des terrains quelques semaines. Pour pallier cela, l'ASSE se fait prêter Paul Bernardoni par le SCO d'Angers, dans l'optique d'apporter de l'expérience au poste de gardien de but. Ce recrutement a pour conséquence de reléguer Green au rang de numéro deux, un statut auparavant occupé par Bajic, parti à Pau.

#### 2022-2023: titulaire en Ligue 2, avant d'être écarté du groupe
Lors de l'intersaison, Green retrouve son statut de titulaire dans la hiérarchie des gardiens de l'AS Saint-Étienne. Porteur du numéro 40 lors de la saison précédente, il profite de l'assouplissement de la réglementation sur les numéro de maillots pour opter symboliquement pour le 42, numéro de département de la Loire, dont Saint-Étienne est la préfecture.
Il est le joueur qui compte le plus important temps de jeu durant les 5 matches amicaux de préparation disputés par l'ASSE en juin et juillet 2022.
Il commence cependant difficilement sa saison en Ligue 2 en récoltant deux cartons rouges en à peine un peu plus d'un mois de compétition. Ces cartons rouges répétitifs ont jeté un doute sur le futur de saison avec les Verts, surtout avec l'arrivée de Matthieu Dreyer, libéré de son contrat par Lorient, qui pourrait récupérer la place de numéro 1. Le jeune portier anglais est néanmoins titularisé après sa suspension contre Grenoble, qui finit sur un match nul, puis est de nouveau titulaire contre Sochaux et le Paris FC, deux défaites successives auréolées de mauvaises prestations de la part du portier anglais, semblant tendu et peu rassurant dans ses cages, ce qui entraîne sa mise à l'écart temporaire jusqu'à la trêve de la Coupe du Monde. Dans le même temps, face à ces prestations moyennes qui entraînent la direction stéphanoise à envisager de recruter Gautier Larsonneur, Etienne Green pourrait en prêt avec option d'achat vers Lorient.
Au retour de la compétition en Ligue 2 le 26 décembre 2022 face à Annecy, il est absent de la feuille du match à la suite d'une blessure au dos, tandis qu'il est mis sur le banc lors du match contre Caen quatre jours plus tard, Laurent Batlles ayant titularisé Boubacar Fall, jeune portier sénégalais, habituel troisième gardien des Verts.
À la suite de l'arrivée de Gautier Larsonneur au Chaudron, le portier anglais est complètement écarté du groupe lors des matchs contre Laval et Niort, remportés par le club stéphanois, ce qui fait enfler les rumeurs concernant un départ, le FC Lorient ou la Belgique étant évoqués. Green joue néanmoins lors d'un match amical contre Clermont le 20 janvier 2023.
Malgré les rumeurs, le portier stéphanois reste finalement à Saint-Étienne, ayant refusé des propositions émanant de Turquie, tandis que la piste de Swansea ne s'est pas confirmée, et n'ayant pas d'autres propositions intéressantes. En dépit de cette décision, Green n'a toujours pas été convoqué dans le groupe depuis Caen fin décembre 2022. Il apparaît quelques semaines plus tard titulaire avec la réserve, aux côtés d'autres joueurs habituellement appelés dans le groupe professionnel comme Lenny Pintor ou Louis Mouton, face à Ain Sud, qui finit sur un score de 0-0.
Le portier stéphanois ne retrouve le banc que le 18 mars 2023, contre Le Havre, profitant de la blessure de Boubacar Fall, remplaçant depuis l'éviction du gardien franco-anglais, jusqu'à la fin de la saison 2022-2023. Green n'est néanmoins pas confirmé n°3, Laurent Battles évoquant plutôt l'abandon d'une hiérarchie derrière Gautier Larsonneur, souhaitant avant tout tenir compte des prestations.
Le gardien franco-anglais ne rejoue plus de la saison, étant relégué sur le banc. Sa saison reste médiocre : symbole de l'effacement des Verts au début de saison, marqué par plusieurs cartons rouges, il a rapidement perdu la confiance de Laurent Battles, qui lui a préféré un gardien expérimenté en la personne de Larsonneur. il n'a jamais pu retenter sa chance ensuite.

#### 2023-2024: gardien remplaçant de Saint-Étienne
Green commence la saison 2023-2024 en tant que numéro 2, derrière Gautier Larsonneur. Il ne retrouve les terrains avec l'équipe première qu'en octobre 2023, lorsque Larsonneur se blesse à l'épaule. Il réalise une prestation convaincante, sauvant son équipe à plusieurs reprises, permettant un clean-sheet et une victoire de son équipe 2-0 contre Angers. Il participe également au match célébrant les quatre-vingt-dix ans du club, mais, malgré une prestation intéressante, ne peut empêcher la défaite des siens face au Paris FC, avant que Green et ses coéquipiers sombrent face à Auxerre, perdant 5 à 2. Même si Larsonneur était un joueur-clé de l'ASSE pendant le début de la saison, le capitaine des Verts, Anthony Briançon déclare avoir "une confiance aveugle" envers Green, qui apprécie son retour dans l'équipe première.

### Signature en Angleterre à Burnley (2024-)

#### Première saison chez les clarets
Barré par Gautier Larsonneur, Étienne Green quitte Saint-Étienne à l'été 2024 et rallie l'Angleterre et Burnley, tout juste relégué en EFL Championship, avec qui il s'engage pour trois ans. 
Doublure de James Trafford, il commence sa saison sur le banc contre Cardiff. Il est de nouveau remplaçant le match suivant. 

### Parcours en sélection

#### France espoirs et olympique (2021)
Le 24 mai 2021, il est appelé par le sélectionneur de l'équipe de France espoirs Sylvain Ripoll pour disputer le championnat d'Europe espoirs 2021, organisé du 31 mai au 6 juin en Hongrie et en Slovénie. Cette convocation tardive vise à compenser l'absence de dernière minute du gardien Alban Lafont, qui est laissé à la disposition du FC Nantes pour les barrages de promotion Ligue 1/Ligue 2.
Green n'est cependant pas autorisé à jouer lors de cette compétition, car il ne fait pas partie de la liste initiale de joueurs sélectionnés.
Les Bleuets sont éliminés du tournoi dès leur premier match et une défaite 2-1 face aux Pays-Bas en quart-de-finale.
À la suite de cette convocation chez les espoirs, plusieurs rumeurs prennent forme quant à la participation de Green aux Jeux olympiques de Tokyo, qui se déroulent moins de deux mois après l'Euro Espoirs. Le sélectionneur Sylvain Ripoll retient finalement Gautier Larsonneur (Stade brestois) et Paul Bernardoni (Angers SCO).
Les rumeurs reprennent lorsque l'on apprend que Gautier Larsonneur est retenu par son club, mais c'est finalement un autre gardien stéphanois, Stefan Bajic, qui est appelé à la place du Brestois.

#### Angleterre espoirs (2021-2023)
En août 2021, Étienne Green indique au staff de l'équipe de France espoirs (avec laquelle il n'est jamais entré en jeu) qu'il défendra désormais les couleurs de l'Angleterre, car il préfère évoluer pour son pays de naissance,.
Il est sélectionné pour la première fois avec l'équipe d'Angleterre espoirs le 27 août 2021, en vue de matches face à la Roumanie et au Kosovo,. La rencontre face à la Roumanie doit cependant être annulée en raison de la présence dans l'effectif et le staff anglais de 2 personnes testées positives au COVID-19, les 2 personnes sont alors isolées du reste du groupe.
Il honore sa première sélection et titularisation chez les espoirs anglais le 11 octobre 2021 face à Andorre dans le cadre des qualifications pour l'Euro Espoirs 2023, son équipe s'impose 1-0.

## Statistiques
| Saison                | Club                  | Championnat           | Championnat | Championnat | Coupe(s) nationale(s) | Coupe(s) nationale(s) | Compétition(s) continentale(s) | Compétition(s) continentale(s) | Compétition(s) continentale(s) | Total | Total |
| Saison                | Club                  | Division              | M.          | B.          | M.                    | B.                    | Comp.                          | M.                             | B.                             | M.    | B.    |
| 2020-2021             | AS Saint-Étienne      | Ligue 1               | 8           | 0           | -                     | -                     | -                              | -                              | -                              | 8     | 0     |
| 2021-2022             | AS Saint-Étienne      | Ligue 1               | 15          | 0           | -                     | -                     | -                              | -                              | -                              | 15    | 0     |
| 2022-2023             | AS Saint-Étienne      | Ligue 2               | 8           | 0           | -                     | -                     | -                              | -                              | -                              | 8     | 0     |
| 2023-2024             | AS Saint-Étienne      | Ligue 2               | 6           | -           | -                     | -                     | -                              | -                              | -                              | 6     | 0     |
| Sous-total            | Sous-total            | Sous-total            | 37          | 0           | 0                     | 0                     | -                              | 0                              | 0                              | 37    | 0     |
| Total sur la carrière | Total sur la carrière | Total sur la carrière | 37          | 0           | 0                     | 0                     | -                              | 0                              | 0                              | 37    | 0     |